# Theo Sommer

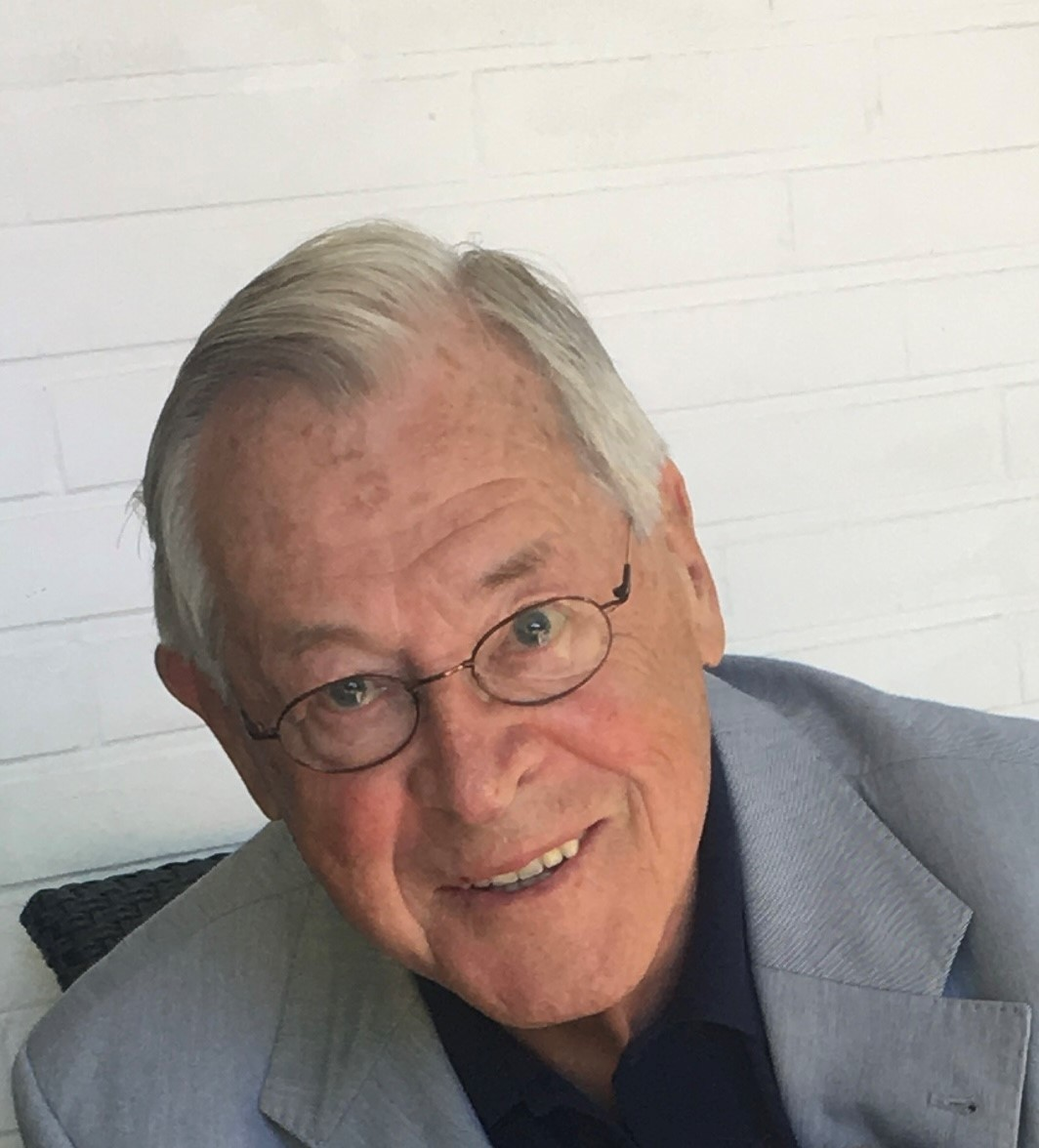
Theo Sommer im Mai 2018

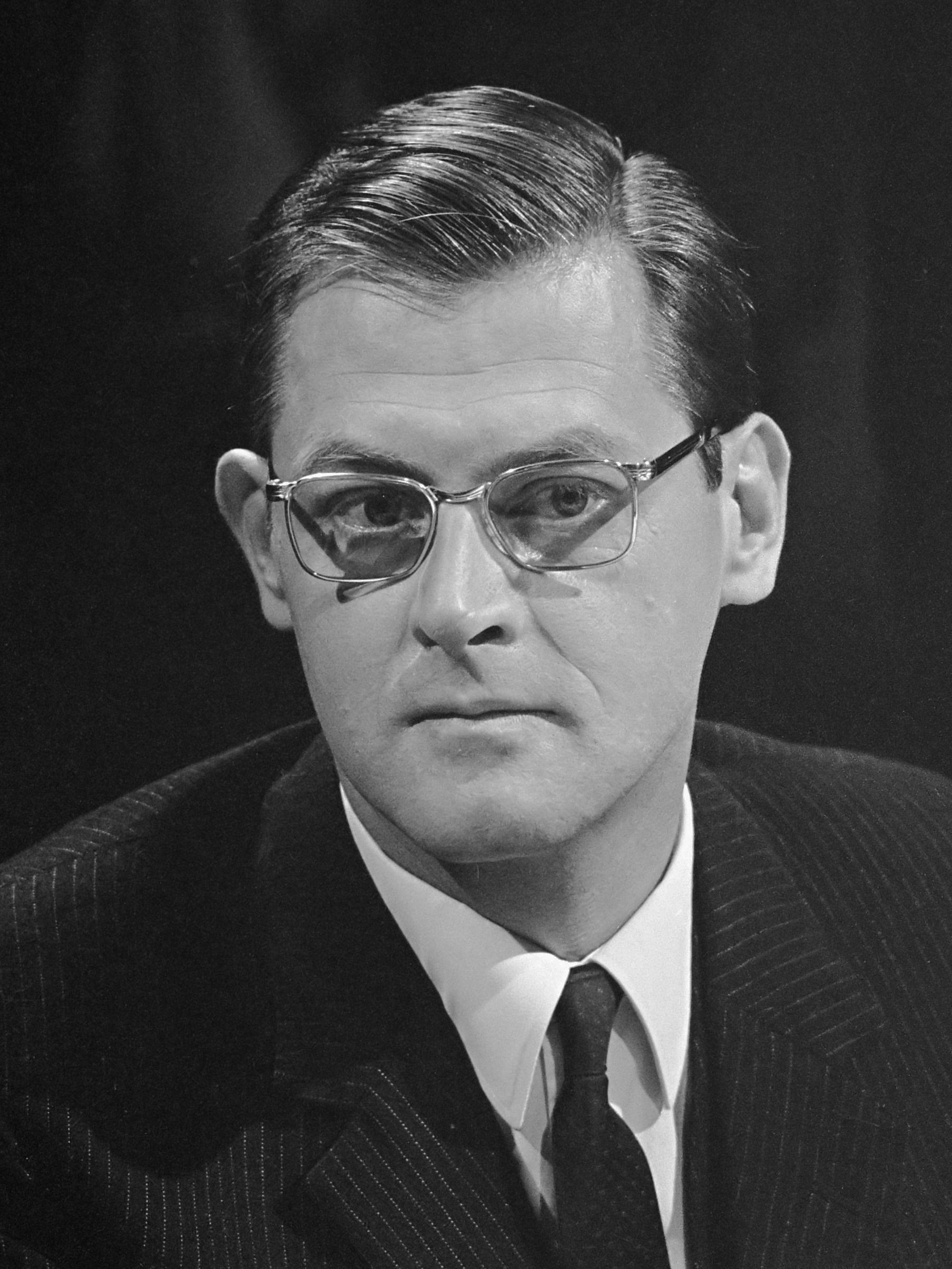
Theo Sommer (1967)

Theo Sommer (* 10. Juni 1930 in Konstanz; † 22. August 2022 in Hamburg) war ein deutscher Historiker und Publizist. Von 1973 bis 1992 war er Chefredakteur der Wochenzeitung Die Zeit, danach bis 2000 zusammen mit Marion Gräfin Dönhoff und Helmut Schmidt deren Herausgeber. Zudem veröffentlichte er zahlreiche Bücher und Beiträge zu Politik und Zeitgeschichte.

## Leben

### Ausbildung
Sommer war von August 1942 bis Mai 1945 Schüler an der Adolf-Hitler-Schule (AHS) auf der Ordensburg Sonthofen. Zu seinen Schulkameraden gehörten unter anderem Hardy Krüger und Jakob Muth.
Ende April 1945 sollten sie im Volkssturm noch Ulm verteidigen; sie kamen aber zu spät. Daraufhin trennten sie den Volkssturm-Streifen von ihren linken Ärmeln ab und kampierten in einer Almhütte. 
Sommer stieg am 8. Mai 1945, dem Tag der Kapitulation, mit zwei Kameraden auf die Rotspitze. Als sie zurückkamen, waren die anderen von französischen Soldaten gefangen genommen worden; sie mussten in Lothringen in einem Bergwerk arbeiten. Sommer kehrte im Juni 1945 zu Fuß und per Fahrrad zu seiner Familie nach Schwäbisch Gmünd zurück.
Dort machte er 1949 das Abitur. Anschließend studierte er Geschichte und politische Wissenschaften an der Åsa Folkhögskola, Schweden, an der Universität Tübingen, am Manchester College im US-Bundesstaat Indiana und an der University of Chicago. Sommer wurde 1960 bei Hans Rothfels in Tübingen zum Dr. phil. mit einer Arbeit über Deutschland und Japan zwischen den Mächten, 1935–1940 promoviert. Anschließend nahm er im Sommer 1960 an Henry Kissingers Internationalem Seminar an der Harvard-Universität teil.

### Journalist
Sommer arbeitete seit 1949 als Journalist. Seine Karriere begann bei der Rems-Zeitung in Schwäbisch Gmünd, für die er von 1952 bis 1955 als Lokalredakteur tätig war. Er wurde 1958 auf Empfehlung Theodor Eschenburgs von Marion Gräfin Dönhoff als politischer Redakteur bei der Zeit eingestellt, deren Chefredakteur er vom 1. Januar 1973 bis zum 30. September 1992 war. Danach fungierte er vom 1. Oktober 1992 bis zum 31. März 2000 neben Marion Gräfin Dönhoff und Altbundeskanzler Helmut Schmidt als Herausgeber. Seit 2004 war Sommer Herausgeber im Verlagshaus Times Media GmbH unter der Geschäftsführung von Detlef W. Prinz. Er war Herausgeber der Monatszeitungen The Atlantic Times, The German Times und The Asia Pacific Times. Außerdem arbeitete Sommer für ausländische Presseorgane, u. a. als Kolumnist bei Newsweek International, Yomiuri Shimbun (Tokio), JoongAng Ilbo (Seoul).

### Weitere Ämter und Tätigkeiten
Sommer hatte von 1967 bis 1970 einen Lehrauftrag für Politische Wissenschaften an der Universität Hamburg. Im Wintersemester 1972 lehrte er am Center for European Studies an der Harvard University.
1969/1970 war er unter Bundesverteidigungsminister Helmut Schmidt Leiter des Planungsstabes im Bundesministerium der Verteidigung. Von 1970 bis 1972 war er Mitglied der Wehrstrukturkommission der Bundesregierung.
Darüber hinaus war Sommer in den Jahren 1999 und 2000 stellvertretender Vorsitzender der Weizsäcker-Kommission „Gemeinsame Sicherheit und Zukunft der Bundeswehr“ und von Januar 2001 bis Juni 2001 Leiter des „Arbeitsstabes Dr. Sommer“ zur Untersuchung des Umgangs der Bundeswehr mit Gefahrstoffen und Gefährdungen wie Uranmunition, der Röntgenstrahlung aus Radaranlagen sowie Asbest.
Von 1990 bis 1996 gehörte er dem Beirat der gemeinnützigen Bertelsmann Stiftung an.
Von 1992 bis 2004 war Sommer im Vorstand der Welthungerhilfe.
Von 1973 bis 2014 war Sommer Mitglied des Kuratoriums der ZEIT-Stiftung Gerd und Ebelin Bucerius. 2001 übernahm er als Dean die Moderation und akademische Leitung der neu gegründeten Bucerius Summer School (BSS). Sommer hat auch an der Gründung des BSS-Ablegers „Asian Forum“ mitgewirkt, das die ZEIT-Stiftung seit 2011 in Neu-Delhi zusammen mit der Observer Research Foundation durchführt. Er war Vorsitzender in der Jury des „Gerd Bucerius-Förderpreises Junge Presse Osteuropa“ und von 2003 bis 2014 hatte er auch den Vorsitz in der Jury inne, die alljährlich den Marion-Dönhoff-Preis vergibt.

### Verurteilung wegen Steuerhinterziehung und schweren Betrugs
2014 wurde Sommer vom Amtsgericht Hamburg wegen Steuerhinterziehung und Betrugs im besonders schweren Fall zu einer Bewährungsstrafe von einem Jahr und sieben Monaten verurteilt; als Bewährungsauflage musste er zudem 20.000 Euro an eine gemeinnützige Organisation zahlen. In dem Verfahren ging es um eine Steuerschuld von 649.917,99 Euro aus den Jahren 2005 bis 2011 durch seine Tätigkeit als Herausgeber für das Verlagshaus Times Media GmbH und dessen Produkte wie The Atlantic Times, die er zunächst vor dem Fiskus verborgen, aber bis zum Prozess weitgehend getilgt hatte. Sommer hatte sich geständig gezeigt, das Fehlverhalten bedauert und damit erklärt, dass er zunächst die Rentabilität des Engagements abwarten wollte und dann das Problem verdrängt habe. Ihm sei die Sache „peinlich vor meiner Familie, den Kollegen, Freunden und Kritikern, vor allem aber mir selbst gegenüber“.

### Privates
Sommer war von 1952 bis 1976 mit Elda Sommer geb. Tsilenis verheiratet und hatte mit ihr zwei Söhne. Sommer war anschließend bis 1988 mit Heide Sommer geb. Grenz verheiratet, mit der er zwei weitere Söhne hatte. Er lebte bis zu seinem Tod mit seiner dritten Ehefrau, Sabine Sommer, in Hamburg-Volksdorf. Mit ihr hatte er eine Tochter. Seine letzte Ruhe fand er auf dem Friedhof Ohlsdorf.

## Mitgliedschaften
- 1973: Mitglied der Trilateral Commission[13]

## Auszeichnungen (Auswahl)
- 1966: Theodor-Wolff-Preis[14]
- 1982:	Dr. h.c. University of Maryland
- 1990:	International Communications Service Award, Republic of China
- 1993:	Columbus-Preis
- 1998: Bundesverdienstkreuz 1. Klasse
- 2002: Ehrenkreuz der Bundeswehr in Gold
- 2008:	Seungye-Orden für Diplomatische Verdienste, Republik Korea
- 2009: Ehrenvorsitzender Deutsche Debattiergesellschaft
- 2012: Ehrensenator der Helmut-Schmidt-Universität
- 2016:	Mirok-Li Preis der Deutsch-Koreanischen Gesellschaft[15]

## Werke (Auswahl)
Als Autor
- Deutschland und Japan zwischen den Mächten 1935–1940. Vom Antikominternpakt zum Dreimächtepakt. Eine Studie zur diplomatischen Vorgeschichte des 2. Weltkriegs (= Tübinger Studien zur Geschichte und Politik. Nr. 15). Mohr (Siebeck), Tübingen 1962 (Dissertation, Universität Tübingen, 1960).
- (mit Marion Gräfin Dönhoff, Rudolf Walter Leonhardt) Reise in ein fernes Land. Bericht über Kultur, Wirtschaft und Politik in der DDR. Nannen, Hamburg 1964. (Platz 1 der Spiegel-Bestsellerliste vom 7. bis zum 20. Oktober und vom 11. November bis zum 15. Dezember 1964).
- Die chinesische Karte. 900 Millionen auf dem Weg zum Jahr 2000. Piper, München/Zürich 1979, ISBN 3-492-02505-6.
- Blick zurück in die Zukunft. Betrachtungen zur Zeit 1973–1983. Deutsche Verlags-Anstalt, Stuttgart 1984, ISBN 3-421-06203-X.
- Der Zukunft entgegen. Ein Blick zurück nach vorn. Rowohlt, Reinbek bei Hamburg 1999, ISBN 3-498-06342-1.
- Hamburg. Weltstadt im Wellengang der Zeiten. Hoffmann und Campe, Hamburg 2004, ISBN 3-455-09430-9.
- 1945. Die Biographie eines Jahres. Rowohlt, Reinbek bei Hamburg 2005, ISBN 3-498-06382-0.
- (mit Karl-Heinz Janßen, Haug von Kuenheim) Die Zeit. Geschichte einer Wochenzeitung 1946 bis heute. Siedler, München 2006, ISBN 3-88680-847-5.
- Unser Schmidt. Der Staatsmann und der Publizist. Hoffmann und Campe, Hamburg 2010, ISBN 978-3-455-50176-6.
- Diese NATO hat ausgedient. Das Bündnis muss europäischer werden. Ein Standpunkt. Ed. Körber-Stiftung, Hamburg 2012, ISBN 978-3-89684-144-5.
- China First. Die Welt auf dem Weg ins chinesische Jahrhundert. C. H. Beck, München 2019, ISBN 978-3-406-73483-0.
- Zeit meines Lebens: Erinnerungen eines Journalisten, mit einem Vorwort von Haug von Kuenheim, Berlin : Propyläen, 2022, ISBN 978-3-549-10058-5

Als Herausgeber
- Denken an Deutschland. Zum Problem der Wiedervereinigung, Ansichten und. Einsichten. Nannen, Hamburg 1966.
- Allianz im Umbruch? Das Verhältnis zwischen Europa und Amerika. Heyne, München 1982, ISBN 3-453-01724-2.
- Reise ins andere Deutschland. Rowohlt, Reinbek bei Hamburg 1986, ISBN 3-498-06210-7.
- (mit Marion Gräfin Dönhoff, Helmut Schmidt) Zeit-Geschichte der Bonner Republik 1949–1999. Rowohlt, Reinbek bei Hamburg 1999, ISBN 3-498-01314-9.
- Leben in Deutschland. Die Anatomie einer Nation. Kiepenheuer & Witsch, Köln 2004, ISBN 3-462-03414-6.
- My idea of the land of ideas. How the world sees Germany. Droemer, München 2006, ISBN 3-426-27410-8.